# Captain Nova
Captain Nova is een Nederlandse sciencefiction-familiefilm uit 2021, geregisseerd door Maurice Trouwborst. 

## Verhaal
In het jaar 2050 is de Aarde een dystopische wereld geworden door een verwoestende milieuramp. Gevechtspiloot Nova gaat via een wormgat terug in de tijd reizen om deze milieuramp te voorkomen. Het onvoorzienbare neveneffect van tijdreizen maakt Nova weer jong en zij stort als twaalfjarige neer op de Aarde in het jaar 2025.

## Rolverdeling
| Acteur                | Personage              |
| --------------------- | ---------------------- |
| Kika van de Vijver    | Nova Kester            |
| Marouane Meftah       | Nasrdin 'Nas' El Dawey |
| Hannah van Lunteren   | Claire Luchtmeijer     |
| Sander van de Pavert  | ADD                    |
| Anniek Pheifer        | Nova (2050)            |
| Bram Blankestijn      | Soldaat in pauzestand  |
| Dunya Khayame         | Politieagent Bos       |
| Ergun Simsek          | Altan                  |
| Erik van Welzen       | Security Falcon        |
| Faris Dahman          | Max (2050)             |
| Harry van Rijthoven   | Simon Valk jr. (2050)  |
| Hayo de Kruijf        | Soldaat op wacht       |
| Jean Paul Soons       | Chauffeur Valk Sr.     |
| Joep Vermolen         | Koen                   |
| Micha Hulshof         | Politieagent Bos       |
| Noël Keulen           | Agent Boerderij        |
| Peter van de Witte    | Vader Nova             |
| Pierre Bokma          | Valk Senior            |
| Reinout Bussemaker    | Generaal               |
| Ricky Koole           | Marjan                 |
| Rik van de Westelaken | Nieuwslezer            |
| Robbert Bleij         | Simon Valk jr.         |
| Steef Cuijpers        | Dave                   |
| Vincent van der Velde | MIVD'er                |
| Yahya Gaier           | Nas (2050)             |
| Yannick Jozefzoon     | Timo (2050)            |
| Yentl Schieman        | Moeder Nova            |

## Release
De film ging in première op 13 oktober 2021 als openingsfilm op Cinekid in Amsterdam. Captain Nova verscheen op 1 december 2021 in de Nederlandse bioscoop.

## Prijzen en nominaties
| Jaar | Prijs          | Categorie                    | Genomineerde(n)       | Uitslag  |
| ---- | -------------- | ---------------------------- | --------------------- | -------- |
| 2022 | Gouden Kalf    | Beste Sound Design           | Evelien van der Molen | Gewonnen |
| 2021 | Cinekid Awards | Beste Kinderfilm             | Maurice Trouwborst    | Gewonnen |
| 2021 | Cinekid Awards | Beste Nederlandse Kinderfilm | Maurice Trouwborst    | Gewonnen |